# Селвота (Рим)
Селвота је насеље у Италији у округу Рим, региону Лацио.
Према процени из 2011. у насељу је живело 201 становника. Насеље се налази на надморској висини од 75 м.